# Anisonyx hessei
Anisonyx hessei är en skalbaggsart som beskrevs av Schein 1959. Anisonyx hessei ingår i släktet Anisonyx och familjen Melolonthidae. Inga underarter finns listade i Catalogue of Life.